# Dekomunizacija v Ukrajini
Dekomunizacija v Ukrajini se je začela po razpadu Sovjetske zveze leta 1991. Po revoluciji dostojanstva leta 2014 je ukrajinska vlada odobrila zakone, ki prepovedujejo prikazovanje in uporabo komunističnih simbolov (ter tudi simbolov nacizma ter ostalih totalitarizmov). Dekomunizacija skupaj z derusifikacijo predstavlja glavni del dekolonizacije Ukrajine.
Ukrajinski predsednik Petro Porošenko je 15. maja 2015 podpisal niz zakonov, ki so začeli šestmesečno obdobje za odstranitev komunističnih spomenikov (razen spomenikov iz druge svetovne vojne) in preimenovanje javnih krajev, poimenovanih po temah, povezanih s komunisti. Takrat je to pomenilo, da naj bi 22 mest in 44 vasi dobilo nova imena. Do 21. novembra 2015 so bile za izvedbo pristojne občinske oblasti; če tega niso storile, so imele ukrajinske regije do 21. maja 2016 čas, da spremenijo imena. Če bi po tem datumu naselje obdržalo staro ime, bi kabinet ministrov Ukrajine dodelil novo ime. Kršitev zakona bi bila lahko kaznovana z zaporno kaznijo do 5 let in prepovedjo medija, ki bi uporabljal totalitaristične simbole.
Do leta 2016 je bilo preimenovanih 51.493 ulic ter 987 mest in vasi. Obnovljena so bila njihova zgodovinska imena oz. ustvarjena nova. Porušenih in odstranjenih je bilo 1320 Leninovih spomenikov in 1.069 spomenikov drugim komunistom.
Do leta 2016 je bilo preimenovanih 51.493 ulic ter 987 mest in vasi ter porušenih in odstranjenih 1.320 Leninovih spomenikov in 1.069 spomenikov drugim komunistom. Za kršitev zakona je zagrožena kazen morebitne prepovedi medijev in zaporne kazni do petih let.
Varnostna služba Ukrajine je poročala, da je Komunistična partija Ukrajine v začetku vojne v Donbasu pomagala proruskim separatistom in ruskim silam. Ministrstvo za notranje zadeve je 24. julija 2015 Komunistični partiji Ukrajine, Komunistični partiji Ukrajine (obnovljena) in Komunistični partiji delavcev in kmetov odvzelo pravico do sodelovanja na volitvah in izjavilo, da nadaljuje sodne tožbe, ki so se začele julija 2014, da bi končala registracijo komunističnih strank v Ukrajini. Do 16. decembra 2015 so bile te tri stranke prepovedane zaradi vpletenosti v kršitve teritorialne celovitosti ter neodvisnosti Ukrajine, podpiranja nasilnega prevzema oblasti in podpiranja separatističnih sil pod nadzorom Rusije.

## Ankete
V anketi novembra 2016, je 48% anketirancev podprlo prepoved komunistične ideologije v Ukrajini, 36% je nasprotovalo ter 16% je bilo neodločenih. 41% jih je podpiralo odstranitev vseh Leninovih kipov v državi, 48% nasprotovalo ter 11% jih je bilo neodločenih.
8. aprila 2022 je anketa v raziskavi sociološke nevladne skupine Rating 76% anketirancev podpiralo preimenovanje ulic in drugih stvari, ki imajo imena povezana s Sovjetsko zvezo in Rusijo.